# Reginald Foster
Reginald Foster OCD (ur. 14 listopada 1939 w Milwaukee, zm. 25 grudnia 2020 tamże) – amerykański duchowny katolicki, karmelita bosy, jeden z najwybitniejszych żyjących ekspertów języka łacińskiego.
Już od najmłodszych lat zamierzał zostać kapłanem i zakonnikiem. Wstąpił do niższego seminarium duchownego w Peterborough, gdzie zakochał się w łacinie. Odtąd każdą wolną chwilę przeznaczał na pogłębianie znajomości tego języka. Na początku lat sześćdziesiątych udał się do Rzymu na studia. Po ukończeniu studiów, od roku 1969 pracował jako oficjalny papieski latynista, co odpowiadało dawnej funkcji sekretarza Listów Książęcych. W latach 1970–2006 wykładał ponadto łacinę na Uniwersytecie Gregoriańskim. Później założył swoją własną prywatną akademię łaciny Academia Romæ Latinitatis. Po kłopotach zdrowotnych wynikających z upadku w czerwcu 2008 powrócił do Milwaukee.
Zmarł na COVID-19.